# 清本隆男
清本 隆男（きよもと たかお）は日本の映画監督。在日朝鮮人だったが、日本国籍を取得して帰化した。別名、沢本 隆男（さわもと たかお）。

## 人物・略歴
いすゞ自動車が1963年に製造・販売を開始した小型乗用車「いすゞ・ベレット」の宣伝用に製作された1964年（昭和39年）の映画『私のベレット』（脚本・監督、大島渚）では、制作主任を務めた。1969年（昭和44年）には『蒸気機関車』（34分、16ｍｍ作品）の監督を手がけている。また、朝日広告社による1972年（昭和47年）の宣伝映画『マヨネーズ物語』（企画、キユーピー株式会社）でも監督を務めた。
清本が北朝鮮工作員となったのは、1970年（昭和45年）頃である。やがて1981年（昭和56年）6月の日向事件で逮捕された北朝鮮工作員、黄成国の下で工作活動を行うようになり、同年7月10日、宮崎県警察によって清本自身も逮捕された。同年9月30日、清本は宮崎地方裁判所延岡支部において出入国管理令違反で懲役4月、執行猶予3年の判決を受けた。